# Datu Abdullah Sangki
Datu Abdullah Sangki è una municipalità di quarta classe delle Filippine, situata nella Provincia di Maguindanao, nella Regione Autonoma nel Mindanao Musulmano.
La municipalità è stata creata con il decreto regionale N. 153 ratificato il 3 gennaio 2004, con una parte della municipalità di Ampatuan.
Datu Abdullah Sangki è formata da 10 baranggay:
- Banaba
- Dimampao
- Guinibon
- Kaya-kaya
- Maganoy
- Mao
- Maranding
- Sugadol
- Talisawa
- Tukanolocong (Tukanologong)